# Таламело (Римини)
Таламело (итал. Talamello) је насеље у Италији у округу Римини, региону Емилија-Ромања.
Према процени из 2011. у насељу је живело 1093 становника. Насеље се налази на надморској висини од 372 м.

## Становништво
Према резултатима пописа становништва 2011. у општини је живело 1.060 становника.
| 1931. | 1936. | 1951. | 1961. | 1971. | 1981. | 1991. | 2001. | 2011. |
| ----- | ----- | ----- | ----- | ----- | ----- | ----- | ----- | ----- |
| 1.167 | 1.300 | 1.316 | 1.006 | 716   | 857   | 933   | 1.093 | 1.060 |